# Samen (misil)
El misil Samen (persa: سامن) o Ghadr-101 es un misil balístico de corto alcance de propulsión sólida móvil en carretera fabricado por Irán que fue revelado durante un desfile militar el 21 de septiembre de 2008 y luego probado el 10 de noviembre de 2008 como respuesta a un ejercicio de prueba de un escudo antimisiles estadounidense que tuvo lugar el 3 de noviembre de 2008, los detalles del misil posterior se mantuvieron clasificados. Se cree que el misil se deriva del cohete chino DF-15 y ha recibido ayuda con su reemplazo Ashoura/Ghadr-110 para el misil balístico Shahab-3. Se cree que Irán obtuvo la tecnología de la red de proliferación de Abdul Qadir Khan. se cree que el cohete motor Ghadr 101 se completó en 2005. Se sugiere que el Ghadr-101 junto con el Ghadr-110 proporcionarán a Irán ASAT y Capacidad IRBM.

## Características
Tiene una ojiva tricónica. Aún se desconoce si es de una sola etapa o de dos etapas. Tiene una capacidad de carga útil de 650 a 1158 kg de alto explosivo, un diámetro de 1,0 a 1,25 my una longitud de 9 my un alcance de 750 a 800 km.